# The Universe (televisieserie)

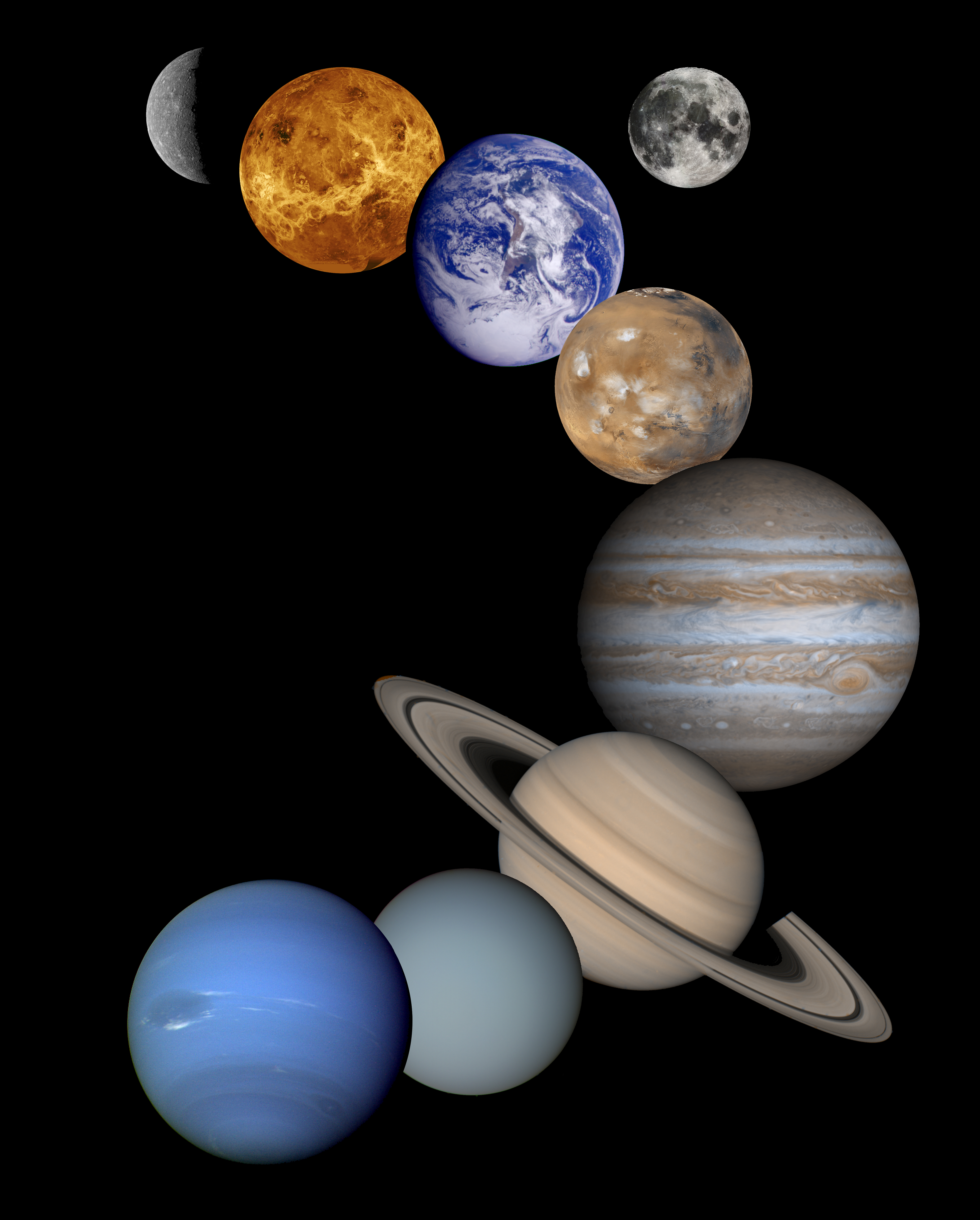

The Universe is een televisieserie over het heelal gemaakt door de televisiezender History. In iedere aflevering wordt een ander aspect van de ruimte of iets wat daarin waart onder de loep genomen. De eerste uitzending was in mei 2007. Een bekende terugkerende gast is Amy Mainzer.

## Seizoen 1
Het eerste seizoen van The Universe bestond uit veertien afleveringen. Dat waren:
1. Secrets of the Sun - Alles over de zon.
2. Mars: The Red Planet - Over Mars en hoe mogelijk leven daar eruit zou zien.
3. The End of the Earth: Deep Space Threats to our Planet - Over asteroïden, kometen, gammastraling en dreiging van de zon.
4. Jupiter: The Giant Planet - Over Jupiter en zijn meer dan zestig manen.
5. The Moon - Over de maan en verschillende visies die de mensheid daar in de geschiedenis op gehad heeft.
6. Spaceship Earth - Over het ontstaan van de aarde.
7. Mercury and Venus: The Inner Planets - Over Mercurius en Venus.
8. Saturn: Lord of the Rings - Over Saturnus.
9. Alien Galaxies - Over het zonnestelsel, slechts een van de miljarden planetenstelsels die ontstonden na de oerknal.
10. Life and Death of a Star - Over hoe een ster ontstaat en uiteindelijk ophoudt te bestaan.
11. The Outer Planets - Over Uranus, Neptunus en Pluto.
12. The Most Dangerous Place in the Universe - Over onder meer verschillende soorten zwarte gaten, magnetars en botsende sterrenstelsels.
13. Search for ET - Over de mogelijkheid van buitenaards leven en de menselijke zoektocht daarnaar op Europa, Mars en Titan en middels SETI.
14. Beyond the Big Bang - Over de menselijke wetenschap van het heelal en het ontstaan daarvan.

## Seizoen 2
1. Alien Planets - Over de planeten die astronomen al ontdekt hebben.
2. Cosmic Holes - Over 'minigaten', wormgaten en witte gaten.
3. Mysteries of the Moon - Over oude en huidige mythes rondom onze maan en nog niet (volledig) verklaarde werkingen ervan.
4. The Milky Way - Over de inhoud van de Melkweg.
5. Alien Moons - Over de manen van de andere planeten in het zonnestelsel.
6. Dark Matter - Over donkere materie.
7. Astrobiology - Over het onderzoek naar leven van de astrobiologie.
8. Space Travel - Over ruimtereizen, onder meer over een theoretisch deeltje dat een hogere snelheid kan bereiken dan het licht.
9. Supernovas - Over het onderzoek naar supernova's
10. Constellations - Over verschillende sterrenstelsels
11. Unexplained Mysteries - Over mythes, mysteries en misvattingen over het zonnestelsel.
12. Cosmic Collisions - Over botsingen in de ruimte.
13. Colonizing Space - Over de feitelijke plannen voor kolonisatie in het heelal.
14. Nebulas - Nevels en gaswolken in het universum.
15. Wildest Weather in the Cosmos - Over extreme atmosferen en klimaten van andere planeten.
16. Biggest Things in Space - Over de grootste dingen in de ruimte, zoals de Lyman Alpha Blob en de grootste planeet, ster, het grootste sterrenstelsel, de grootste ontploffing, maan, storm en leegte.
17. Gravity - Over de enorme rol van de zwaartekracht in het universum.
18. Cosmic Apocalypse - Over het onvermijdelijke einde van het heelal en verschillende mogelijkheden waarop dit zou kunnen gebeuren.

## Dvd
De afleveringen van The Universe zijn inmiddels per seizoen verkrijgbaar op dvd. De eerste jaargang kwam in 2007 uit, seizoen twee in 2008.